# Acanthodactylus arabicus
Acanthodactylus arabicus este o specie de șopârle din genul Acanthodactylus, familia Lacertidae, ordinul Squamata, descrisă de Boulenger 1918. A fost clasificată de IUCN ca specie cu risc scăzut. Conform Catalogue of Life specia Acanthodactylus arabicus nu are subspecii cunoscute.